# P. Andersens Vandtårn
P. Andersens Vandtårn, eller blot Andersens Vandtårn, er et tidligere vandtårn beliggende ved Fasanvej Station på Frederiksberg. Tårnet blev opført i 1877 med Vilhelm Tvede som arkitekt og blev fredet i 1991 på grund af dets arkitektoniske kvaliteter. 

## Historie
I anden halvdel af 1800-tallet var Frederiksberg foruden vandforsyning, hvilket jernstøberen Peter Andersen personligt tog sig af med opførelsen af et privat vandværk i 1869, der forsynede den østlige del af kommunen. Allerede i 1877 besluttede han sig for at udvide, hvorfor han byggede et nyt vandværk med vandtårn. Disse blev i 1897 overtaget af kommunen, som herfra drev forsyningen.
Tårnet blev taget ud af drift i 1948 og blev i 1991 fredet. I midten af 1990'erne blev tårnet restaureret for at kunne brugt til andre formål. Renoveringen dækkede dog kun det basale med blandt andet indsættelsen af en brandtrappe, og man indså hurtigt at flere tiltag, som for eksempel lapning af taget, måtte til.
I midten af 2000'erne blev tårnet inkluderet i et campusområde som en del af Handelshøjskolen i København.

## Kulturelle tiltag
I fobindelse med Kulturby 96 blev tårnet taget i brug som nyt kultursted på Frederiksberg. Det var umiddelbart forinden blevet nødtørftigt restaureret og havde nu 32 rum (halvdelen i dobbelt etagehøjde) og en cirkelformet scene under taget med plads til 96 tilskuere.
Restaureringen gjorde det muligt at holde udstillinger og opvisninger af forskellig art, hvilket der blev åbnet for med den kombinerede danseforestilling, Mother Earth, og tekstiludstilling, Handshake i juni 1996. Det var dog lidt trægt med idéer til anvendelsen af det nye rum, hvilket fik kommunen til at efterlyse foretag. Der var dog stadig ideer, og siden blev der blandt andet i 1997 afholdt en stor keramikudstilling kaldet Junta med gæster, i 1998 en række arrangementer med temaet mandala og i 1999 endnu en tekstiludstilling. Herefter syntes aktiviteten dog at løje af, på trods af at rummet fandtes velegnet til kulturelle formål. Tårnet har siden stået ubenyttet hen og anses i dag for at være kondemneret indvendigt. Det er tidligere blevet anslået, at det vil koste i omegnen af 40 millioner kroner at gøre vandtårnet anvendeligt.